# Triumph Und Wille
Triumph Und Wille este o compilație-tribut alcătuită din piese care aparțin lui Burzum. Acest tribut muzical este realizat de către diverse formații din Belarus, Bulgaria, China și Rusia. Toate piesele sunt versiuni "cover" ale pieselor originale.
S-au produs doar 500 de copii, fiecare dintre ele fiind numerotată manual.

## Lista pieselor
1. Vargoroth - "Intro (Ansuzgardaraiwô)" (01:56)
2. Anal Nosorog - "Lost Wisdom" (01:48)
3. Animi Vultus - "Ea, Lord Of The Depths" (07:03)
4. Fever - "Når Himmelen Klarner" (05:01)
5. Ululate - "Feeble Screams From Forests Unknown" (07:37)
6. Zergeyth - "Tomhet" (10:12)
7. Urobah - "Erblicket Die Töchter Des Firmaments" (04:25)
8. Manuscript - "Bálferð Baldrs" (05:29)
9. Ultima Thule - "En Ring Til Å Herske" (08:10)
10. Grafzerk - "Dunkelheit" (06:23)
11. Gloom - "Verlorene Weisheit[1] / War" (09:52)
12. Мъртво Вълнение[2] - "A Lost Forgotten Sad Spirit" (10:44)